# Tinodes achaemenides
Tinodes achaemenides là một loài Trichoptera trong họ Psychomyiidae. Chúng phân bố ở miền Ấn Độ - Mã Lai.